# Creole király
A Creole király (eredeti cím: King Creole) 1958-ban bemutatott fekete-fehér amerikai filmdráma Michael Curtiz rendezésében. A forgatókönyv Harold Robbins Veszélyes szerető című 1952-es regényéből készült. A főbb szerepekben Elvis Presley, Carolyn Jones, Walter Matthau, Dolores Hart, Dean Jagger, Vic Morrow, Liliane Montevecchi és Paul Stewart látható.
A film a kritikusok véleménye szerint Presley egyik legjobb filmje.

## A történet
Danny Fischer mosogatófiú egy éjszakai bárban, de egyik éjjel lehetőséget kap, hogy közönség előtt mutassa meg a hangját. Hatalmas sikere lesz, ezért a helyi maffiafőnök arra akarja kényszeríteni, hogy az ő klubjában lépjen fel. A fiú visszautasítja az ajánlatot, így bajba kerül.

## Szereplők
| Szerep          | Színész             | Magyar hang       |
| --------------- | ------------------- | ----------------- |
| Danny Fisher    | Elvis Presley       | Weil Róbert       |
| Ronnie          | Carolyn Jones       | Farkasinszky Edit |
| Maxie Fields    | Walter Matthau      | Szilágyi Tibor    |
| Nellie          | Dolores Hart        | Roatis Andrea     |
| Mr. Fisher      | Dean Jagger         | Dobránszky Zoltán |
| Forty Nina      | Liliane Montevecchi |                   |
| Shark/Cápa      | Vic Morrow          | Dózsa Zoltán      |
| Charlie LeGrand | Paul Stewart        | Bács Ferenc       |
| Mimi Fisher     | Jan Shepard         | Náray Erika       |
| Sal             | Brian G. Hutton     |                   |
| Eddie Burton    | Dick Winslow        | Galbenisz Tomasz  |